# Anshunsaurus
L'anshunsauro (gen. Anshunsaurus) è un rettile acquatico estinto, appartenente ai talattosauri. Visse nel Triassico medio e superiore (238 - 228 milioni di anni fa) e i suoi resti fossili sono stati ritrovati in Cina.

## Descrizione
Questo animale possedeva un lungo collo, un cranio sottile e una coda lunga e appiattita lateralmente. In confronto al suo tronco lungo, le zampe erano particolarmente piccole. L'aspetto era molto simile al più famoso Askeptosaurus, un altro talattosauro vissuto in Europa, ma se ne differenziava principalmente per alcune caratteristiche del cranio: l'osso jugale di forma allungata e le ossa postorbitali e postfrontali fuse. Anshunsaurus era inoltre caratterizzato da un omero dotato di un'ampia cresta e di una grande fibula. 
Di questo animale si conoscono tre specie: Anshunsaurus huangguoshuensis, la specie tipo, poteva raggiungere i 3,5 metri di lunghezza. La coda era lunga almeno la metà dell'intero animale. La specie A. wushaensis era leggermente più piccola e possedeva un cranio più piccolo in proporzione al corpo rispetto alla specie tipo. Possedeva inoltre spine neurali più corte con piccole creste alla sommità, una espansione ben sviluppata sull'omero (entepicondilo) e un osso jugale più corto.
Una terza specie, A. huangnihensis, si distingueva dalle altre due principalmente per la forma del coracoide, un osso del cinto pettorale.

## Classificazione
Quando venne descritto per la prima volta, questo animale venne attribuito ai rettili saurotterigi sulla base di un cranio (Liu, 1999). Resti più completi permisero di classificare Anshunsaurus tra i talattosauri (Rieppel et al., 2000).  La specie tipo, A. huangguoshuensis, proviene dalla formazione Falang nella contea di Guanling (Ladinico/Carnico) ed è nota per numerosi scheletri, ma la maggior parte degli esemplari è danneggiata. La specie A. wushaensis venne descritta nel 2006 sulla base di resti provenienti dallo Xingyi, in livelli un poco più antichi; sempre da questa regione provengono i fossili della terza specie, A. huangnihensis, descritta nel 2007. 
Anshunsaurus è considerato un rappresentante relativamente basale dei talattosauri, un gruppo di rettili marini dalle corte zampe e dalla lunga coda, tipici del Triassico. In particolare, Anshunsaurus mostra notevoli affinità con una forma europea, Askeptosaurus; entrambi sono caratterizzati da un lungo muso dritto e dal collo piuttosto allungato. La specie A. huangnihensis condivide numerose caratteristiche con Askeptosaurus ed Endennasaurus, e potrebbe rappresentare una forma di transizione tra i talattosauri più primitivi e le successive specie di Anshunsaurus. Un altro animale strettamente imparentato è Miodentosaurus, anch'esso della Cina.

## Paleoecologia e paleobiologia
Anshunsaurus era senza dubbio un predatore acquatico, che nuotava utilizzando la lunga coda appiattita come strumento di propulsione. Nel 2007 è stato descritto un esemplare giovanile di A. wushaensis (Liu, 2007); ciò ha permesso di corroborare la conoscenza riguardo alla serie di crescita dei talattosauri, altrimenti nota esclusivamente per un altro talattosauro cinese, Xinpusaurus. In questo esemplare giovanile i cinti pettorale e pelvico sono asimmetrici, e ciò indicherebbe che le ossa dei lati destro e sinistro del corpo non si ossificavano alla stessa velocità durante il processo di crescita.